# NGC 7178
NGC 7178 је спирална галаксија у сазвежђу Јужна риба која се налази на NGC листи објеката дубоког неба.
Деклинација објекта је - 35° 47' 27" а ректасцензија 22h 2m 25,1s. Привидна величина (магнитуда) објекта NGC 7178 износи 14,0 а фотографска магнитуда 14,8. NGC 7178 је још познат и под ознакама ESO 404-22, MCG -6-48-16, PGC 67898.